# Hannibal (fornavn)
 For alternative betydninger, se Hannibal (flertydig). (Se også artikler, som begynder med Hannibal)
Hannibal er et fornavn af fønikisk/punisk oprindelse. Dens fortsatte brug i senere tider og kulturer, helt op til i dag, er primært på grund af den historiske berømte general Hannibal fra den Anden puniske krig.
| Fornavne | Spire Denne artikel om et fornavn er en spire som bør udbygges. Du er velkommen til at hjælpe Wikipedia ved at udvide den. |